# Amaro Soares
Amaro Soares (ilha de São Jorge, Açores, Portugal — ilha de São Jorge, Açores, Portugal, 1652).
Foi um militar português, prestou serviço na Flandres com distinção. 
Começou a vida militar em 1595, segundo uma carta régia de 15 de Novembro de 1635.
Regressou à ilha de São Jorge 1613. 
Em 1618 foi nomeado sargento-mor de toda esta ilha de São Jorge e superintendente das fortificações da mesma.
Por alvará de 10 de Julho de 1626 foi-lhe consignado o soldo daquele cargo, sendo nesse documento tratado por Cavaleiro fidalgo.
Exerceu ainda os ofícios de justiça e fazenda por mercê de carta régia e também o de Capitão do donatário da mesma ilha.
Por ocasião da aclamação do rei D. João IV e cerco do Monte Brasil, (Fortaleza de São João Baptista, de Angra do Heroísmo) foi a Angra para dirigir os trabalhos de entrincheiramento e ali se deteve três meses. Renunciou o cargo de sargento-mor da ilha de São Jorge, sendo nomeado nesse cargo em 1648 o seu filho Sebastião de Sousa.
O rei pelos serviços prestados na aclamação confirmou-lhe a data da propriedade dos ofícios que antes tinha por Alvarás de 4 de Novembro de 1643 e 12 de Outubro de 1644.